# Sankt Konrad
Sankt Konrad  är en ort och kommun i Österrike. Den ligger i distriktet Gmunden i förbundslandet Oberösterreich, 190 km väster om huvudstaden Wien. 
Kommunen består av tre orter (Ortschaften) (inom parentes invånarantal 1 januari 2024):
- Edt (443)
- Sankt Konrad (634)
- Steg (102)